# Mathilda Ebeling
Mathilda Ebeling, född den 16 oktober 1827 i Stockholm, död i december 1851 i Berlin, var en svensk operasångerska (sopran). Hon dog ung, bara 24 år gammal, men ansågs ha kunnat bli en stor sångerska om hon hade fått leva.

## Biografi och karriär
Ebeling debuterade som pianist i Stora Börssalen i Stockholm 1841 efter studier under Wilhelmina Josephson och uppmuntrades att övergå till sångstudier, varefter hon debuterade i sångspelet Farinelli på Mindre teatern 1844. Efter ett års studier vid Dramaten debuterade hon där 1846 och var anställd under spelåret 1847–1848, varefter hon studerade i Paris under Manuel Patricio Rodríguez García 1848–1850 och sedan anställdes vid Königliche Oper i Berlin, där hon avled efter säsongen 1850–1851.
Ebeling beskrivs som musikalisk, vacker och intelligent, med ett ledigt sätt och en fyllig röst med stor klang och vackert timbre. Vidare ansågs hon ha en djup och dramatisk föredragningskonst; hon sjöng i Figaros bröllop tillsammans med Jenny Lind och såväl Garcia som samtida kritiker ansåg att hennes röst var överlägsen Linds och att hon skulle ha fått en lika stor karriär som denna om hon inte hade dött så tidigt.
Bland övriga roller Eberling gjorde märks Pamina i Trollflöjten, Donna Anna i Don Juan, Agata i Friskytten, Alice i Robert le Diable och Adalgisa i Norma.
Ebeling var dotter till hovkapellisten Johan Ludvig Ebeling och Aurora Olivia Björkman.

## Teater

### Roller (ej komplett)
| År   | Roll  | Produktion                       | Teater      |
| ---- | ----- | -------------------------------- | ----------- |
| 1845 | Marie | Nu ska vi roa oss Johann Nestroy | Nya Teatern |

### Fotnoter
1. ↑  Mathilda Ebeling i Arvid Ahnfelt, Europas konstnärer (1887)
2. ↑  Gösta Mohin: Aurora Mathilda Ebeling i Svenskt biografiskt lexikon (1945), läst 2016-09-22
3. ↑  Ebeling  i Nordisk familjebok (andra upplagan, 1907)
4. ↑  ”Nya Theatern”. Dagligt Allehanda:  s. 2. 21 maj 1845. http://tidningar.kb.se/2631189/1845-05-21/edition/144030/part/1/page/2. Läst 11 augusti 2018.